# Геринг (Немачка)
Геринг (њем. Gering) општина је у њемачкој савезној држави Рајна-Палатинат. Једно је од 86 општинских средишта округа Мајен-Кобленц. Према процјени из 2010. у општини је живјело 420 становника. Посједује регионалну шифру (AGS) 7137029.

## Географски и демографски подаци
Геринг се налази у савезној држави Рајна-Палатинат у округу Мајен-Кобленц. Општина се налази на надморској висини од 330 метара. Површина општине износи 2,9 km². У самом мјесту је, према процјени из 2010. године, живјело 420 становника. Просјечна густина становништва износи 143 становника/km².

## Међународна сарадња
| Мјесто | Држава    | Врста сарадње | Од    |
| ------ | --------- | ------------- | ----- |
|        | Француска | партнерство   | 1999. |
| Извор  |           |               |       |